# Arytrura musculus
Arytrura musculus är en fjärilsart som beskrevs av Ménétriés. Arytrura musculus ingår i släktet Arytrura och familjen nattflyn. Inga underarter finns listade i Catalogue of Life.